# NGC 2215
NGC 2215 est un amas ouvert, situé dans la constellation de la Licorne. Il a été découvert par l'astronome germano-britannique William Herschel en 1785.
NGC 2215 est à environ 1 293 pc (∼4 220 al) du système solaire et les dernières estimations donnent un âge de 234 millions d'années. La taille apparente de l'amas est de 8,0 minutes d'arc, ce qui, compte tenu de la distance, donne une taille réelle maximale d'environ 9,8 années-lumière.
Selon la classification des amas ouverts de Robert Trumpler, cet amas renferme moins de 50 étoiles (lettre p) dont la concentration est moyenne (II) et dont les magnitudes se répartissent sur un intervalle moyen (le chiffre 2).